# ليونارد دودسون
ليونارد دودسون (بالإنجليزية: Leonard Dodson)‏ هو لاعب غولف أمريكي، ولد في 29 مارس 1912 في مقاطعة غرين في الولايات المتحدة، وتوفي في 14 يناير 1997.